# Hugh David Politzer
Hugh David Politzer (Nova Iorque, 31 de agosto de 1949) é um físico teórico estadunidense do Instituto de Tecnologia da Califórnia. Foi laureado com o Nobel de Física de 2004 com David Gross e Frank Wilczek, pela descoberta da liberdade assintótica na cromodinâmica quântica.